# Reda Akmum
Reda Akmum (Amsterdam, 29 juli 2001) is een Nederlands voetballer met Marokkaanse roots die als verdediger speelt. In de zomer van 2025 verruilde hij FC Dordrecht voor FC Den Bosch.

## Carrière
Akmum speelde tot 2012 in de jeugd van AVV Zeeburgia, tot hij de overstap maakte naar de Jeugdopleiding van FC Utrecht. Op 1 maart 2019 maakte hij zijn debuut in het betaald voetbal namens Jong FC Utrecht in de Eerste divisie. Dit gebeurde in de met 0-1 verloren thuiswedstrijd tegen Telstar. Hij kwam na de rust in het veld in als vervanger van Dragoș Albu. Akmum speelde uiteindelijk zesendertig wedstrijden voor de beloftes.

### FC Dordrecht
Medio 2024 maakte de verdediger de overstap naar FC Dordrecht. Hij maakte aldaar zijn debuut op 25 oktober 2024, tegen zijn oude club Jong FC Utrecht (3-1). In de negenenzestigste minuut verving Akmum Yannis M'Bemba. Na één seizoen, waarin hij vijftien wedstrijden in actie kwam, werd zijn contract niet verlengd.

### FC Den Bosch
Op 6 augustus tekende de verdediger, na een stageperiode, voor twee seizoenen bij FC Den Bosch. Op 8 augustus 2025 debuteerde Akmum. In de met 2-0 gewonnen thuiswedstrijd tegen Jong Ajax schoot hij in de tachtigste minuut, van zo'n dertig meter, de bal in de kruising. Zijn eerste doelpunt in het betaald voetbal.

### Statistieken
| Seizoen                    | Club            | Land           | Competitie     | Competitie | Competitie | Beker | Beker | Totaal | Totaal |
| Seizoen                    | Club            | Land           | Competitie     | Wed.       | Dlp.       | Wed.  | Dlp.  | Wed.   | Dlp.   |
| -------------------------- | --------------- | -------------- | -------------- | ---------- | ---------- | ----- | ----- | ------ | ------ |
| 2018/19                    | Jong FC Utrecht | Nederland      | Eerste divisie | 5          | 0          | –     | –     | 5      | 0      |
| 2019/20                    | Jong FC Utrecht | Nederland      | Eerste divisie | 3          | 0          | –     | –     | 3      | 0      |
| 2020/21                    | Jong FC Utrecht | Nederland      | Eerste divisie | 17         | 0          | –     | –     | 17     | 0      |
| 2021/22                    | Jong FC Utrecht | Nederland      | Eerste divisie | 0          | 0          | –     | –     | 0      | 0      |
| 2022/23                    | Jong FC Utrecht | Nederland      | Eerste divisie | 10         | 0          | –     | –     | 10     | 0      |
| 2023/24                    | Jong FC Utrecht | Nederland      | Eerste divisie | 0          | 0          | –     | –     | 0      | 0      |
| 2024/25                    | FC Dordrecht    | Nederland      | Eerste divisie | 15         | 0          | 0     | 0     | 11     | 0      |
| 2025/26                    | FC Den Bosch    | Nederland      | Eerste divisie | 1          | 1          | 0     | 0     | 1      | 1      |
| Carrièretotaal             | Carrièretotaal  | Carrièretotaal | Carrièretotaal | 51         | 1          | 0     | 0     | 51     | 1      |
| Bijgewerkt 9 augustus 2025 |                 |                |                |            |            |       |       |        |        |

1 Bakker ·
3 Maas ·
4 Van Grunsven ·
5 De Groot ·
6 Felida ·
7 Sillé ·
8 Monzialo ·
9 Karlsson Grach ·
10 Van Leeuwen ·
11 Verbeek  ·
15 De Vries ·
17 Semedo ·
18 Van Hedel ·
19 Kuijpers ·
20 Acheffay ·
21 Kotzebue ·
22 Fortes ·
23 Bakaľa ·
26 El Bakkali ·
27 Akmum ·
31 Bijlsma ·
33 Laros ·
36 Van de Merbel ·
40 Boumassaoudi ·
47 Barglan ·
48 Elum ·
Coach: Landvreugd
· Assistent-trainer: Van Overbeek
· Assistent-trainer: Mesaoudi
· Keeperstrainer: De Wit